# Scuarul Maria
Scuarul Maria (până în 2022: Parcul Andrieș) este situat în zona centrală istorică a orașului Bălți între străzile Moscova (est), Pușkin (sud) și Mihai Sadoveanu (vest), fiind adiacent, la nord, hotelului „Bălți” și ocupând o suprafață de 32767 m2 cu un perimetrul exterior de 805 metri

## Statut
Scuarul Maria, denumit colocvial în epoca sovietică ca „Parcul Pușkin” a fost recunoscut, fără mențiunea numelor denumirilor sovietică și post-sovietică, ca monumentul național de arhitectură si a fost introdus în lista monumentelor ocrotite de stat din Republica Moldova, secțiunea Bălți, sub numărul 38. Construirea oricăror clădiri/obiecte pe teritoriul parcului este interzisă.

## Istoric

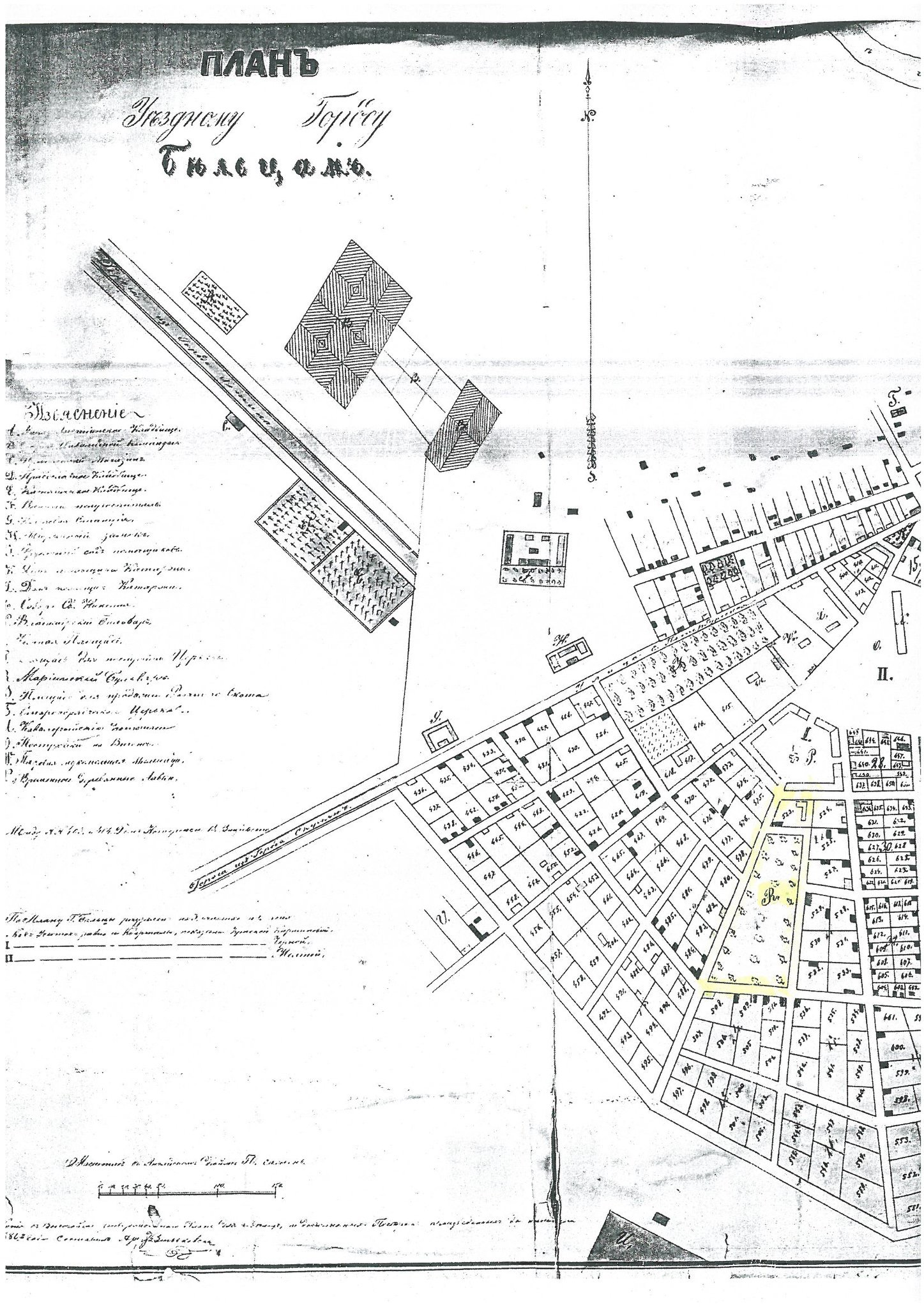
Primul plan de urbanism general Bălțiului aprobat de Nicolae I al Rusiei la 9 februarie 1845

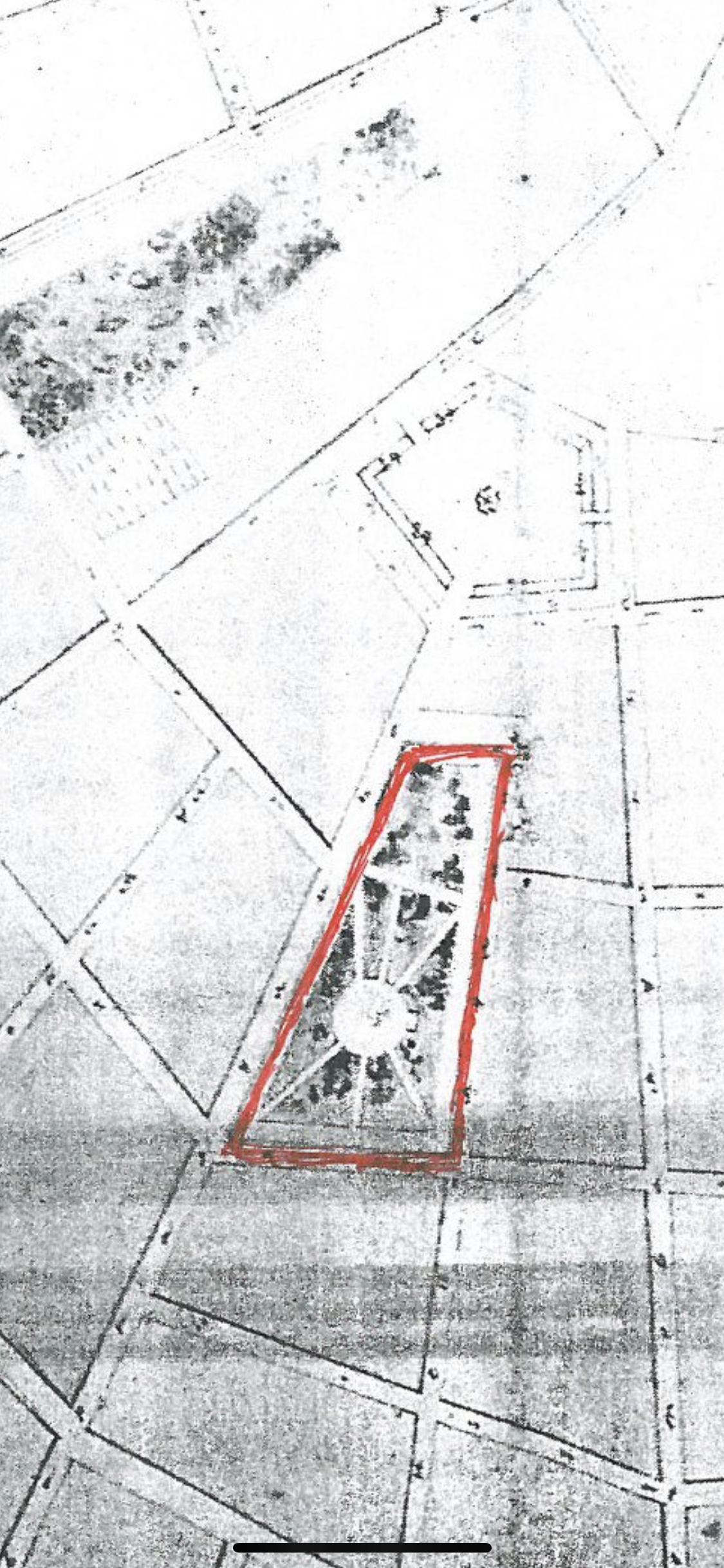
Planul de urbanism general al orașului din 1856

Parcul, ca grădină publică a școlii grădinărești franceze⁠(d), împreună cu o oranjerie și drumuri pietonale cu forme geometrice regulare simetrice, a fost fondat în 1818. Locația grădinii publice este confirmată de primul plan de urbanism al orașului din 1845, aprobat de împăratul rus Nicolae I. După ce împărăteasa rusă Maria Alexandrovna s-a oprit la Bălți în 1856, grădina a fost desemnată sub numele ei și această grădină a fost păstrată în forma ei originală de către nepoata primei Marii menționate mai sus - Regina Maria a României în timpul Regatului României. Strada Sadoveanu de astăzi, din partea de vest a parcului, se numea strada Reginei Maria în perioada românească.
În perioada sovietica, după ocupația orașului Bălți de către Uniunea Sovietică, nu se menționează istoria parcului și relația lui cu mai multe case regale ale Europei: Casa Romanov, Casa Hessiană, dinastia Saxa-Coburg-Gotha și Hohenzollern-Sigmaringen. Termenul grădină publică a încetat să mai fie folosit (fie în română, fie în rusă, considerat ca un franțuzism din epocile monarhice), iar parcul a început să fie numit „Parcul Pușkin”. La începutul anilor '60, au început să fie instalate în parc bâlciuri, care s-au suprapus designului geometric al traseelor simetrice ale drumurilor pietonale din parc.
Dacă la începutul epocii sovietice, consiliul orășenesc a fost implicat în cultura silvică a parcului, treptat silvicultura în Scuarul Maria a căzut în degradare, arbuștii și copacii ne mai fiind îngrijiți în mod regulat. În 2018, Primăria municipiului Bălți a încercat să taie complet mai mulți copaci, deși tăierea regulată a plantelor corespunzătoare tipului inițial al parcului - un parc de tipul școlii parcurilor franceze - nu a fost întreprinsă până în prezent.
Spre finele anilor 80, înainte de desființarea Uniunii sovietice, în spatele parcului (strada Moscova) a fost construit clădirea impozantă, în stilul realismului socialist, a secțiunii Bălțene a KGB.

## Statut de protecție
Parcul este un monument arhitectural de importanță națională inclus în Registrul monumentelor Republicii Moldova ocrotite de stat cu nr. 39 (municipiul Bălți). Conform Registrului, datează din 1869. Până în mai 2025 era înregistrat simplu ca „Parc”; ulterior apare ca „Scuarul Maria” în Registru.